# Hashiguchi Goyo
Hashiguchi Goyō, (Japans: 橋口 五葉) (Kagoshima, 21 december 1880 - Tokio, 24 februari 1921) was een Japans kunstschilder, en prentkunstenaar deel uitmakend van de shin hanga-beweging.
Goyō werd in 1880 in de prefectuur Kagoshima geboren als Hashiguchi Kiyoshi. Hij stamde uit een artsenfamilie. Zijn vader was samoerai en amateur kunstschilder. Goyō leerde reeds vroeg schilderen, vermoedelijk zowel in de Shijō als in de Kano-stijl.
In 1899 reisde Goyō naar Tokio en ging er in de leer bij nihonga-schilder ('schilder Japanse stijl') Hashimoto Gahō. In 1901 begon hij aan de Tokiose School voor Schone Kunsten de yōga-stijl ('westerse stijl') te leren. Hij studeerde er in 1905 af. Zijn kunstenaarsnaam 'Goyō' is afgeleid van de naam van zijn geliefde boom, een driehonderd jaar oude goyōmatsu-dennenboom die in de tuin van zijn vader stond.
Goyō begon ergens halverwege de jaren 1910 lithografieën en houtsneden te maken. Hij illustreerde onder meer het werk van Natsume Sōseki. Goyō raakte geïnteresseerd in ukiyo-e. In 1915 ging hij een samenwerking aan met prentenuitgever Watanabe Shōzaburō, wat leidde tot wat als de eerste shin hanga-prent beschouwd wordt, Vrouw bij haar bad. De samenwerking bleef echter beperkt tot die ene prent. Drie jaar later begon Goyō zijn eigen prenten uit te geven. Ze waren van hoge kwaliteit. Helaas stierf hij na levenslange gezondheidsproblemen in 1921 aan een hersenvliesontsteking.

## Galerij

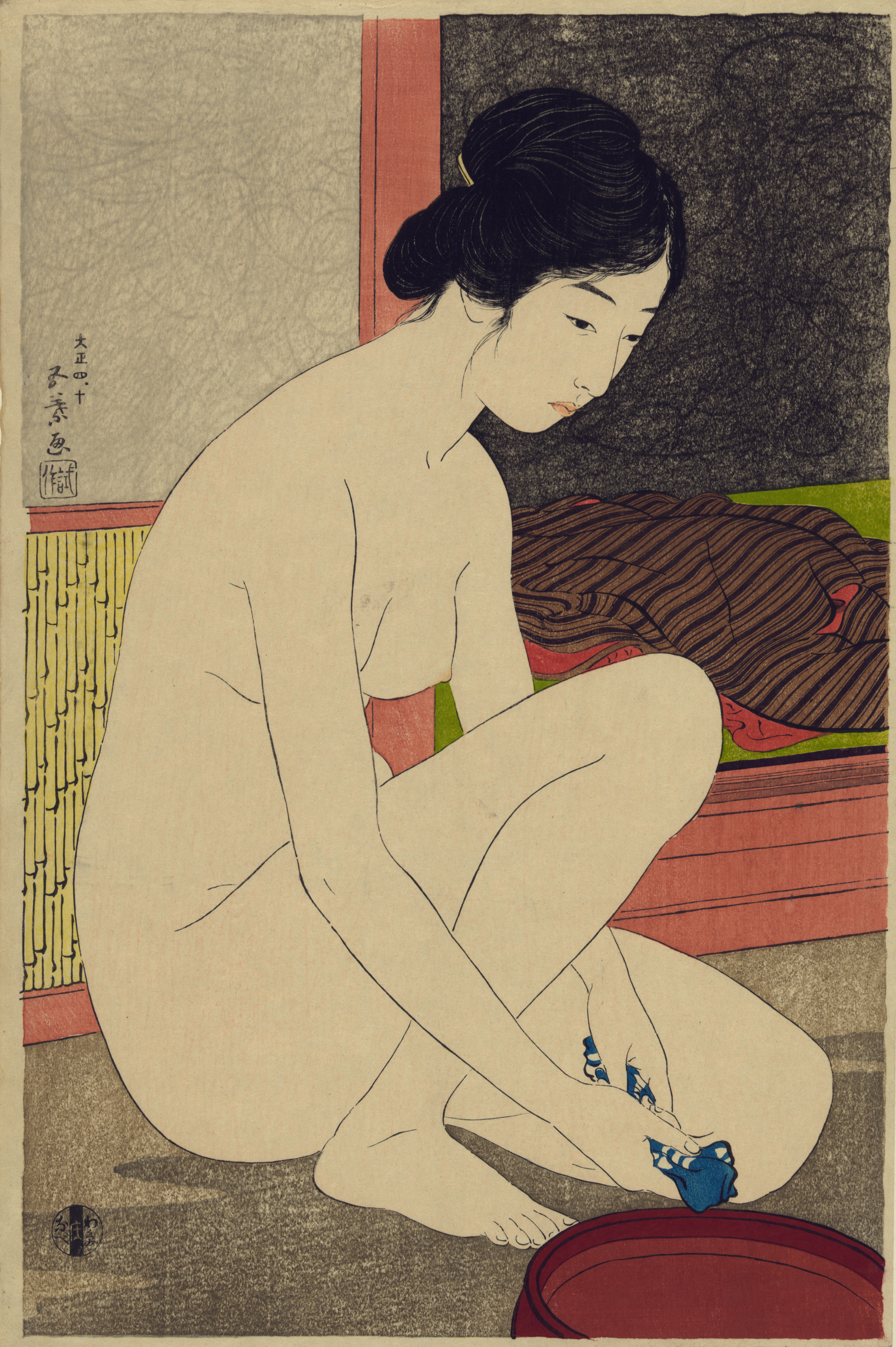
Vrouw bij haar bad (1915)
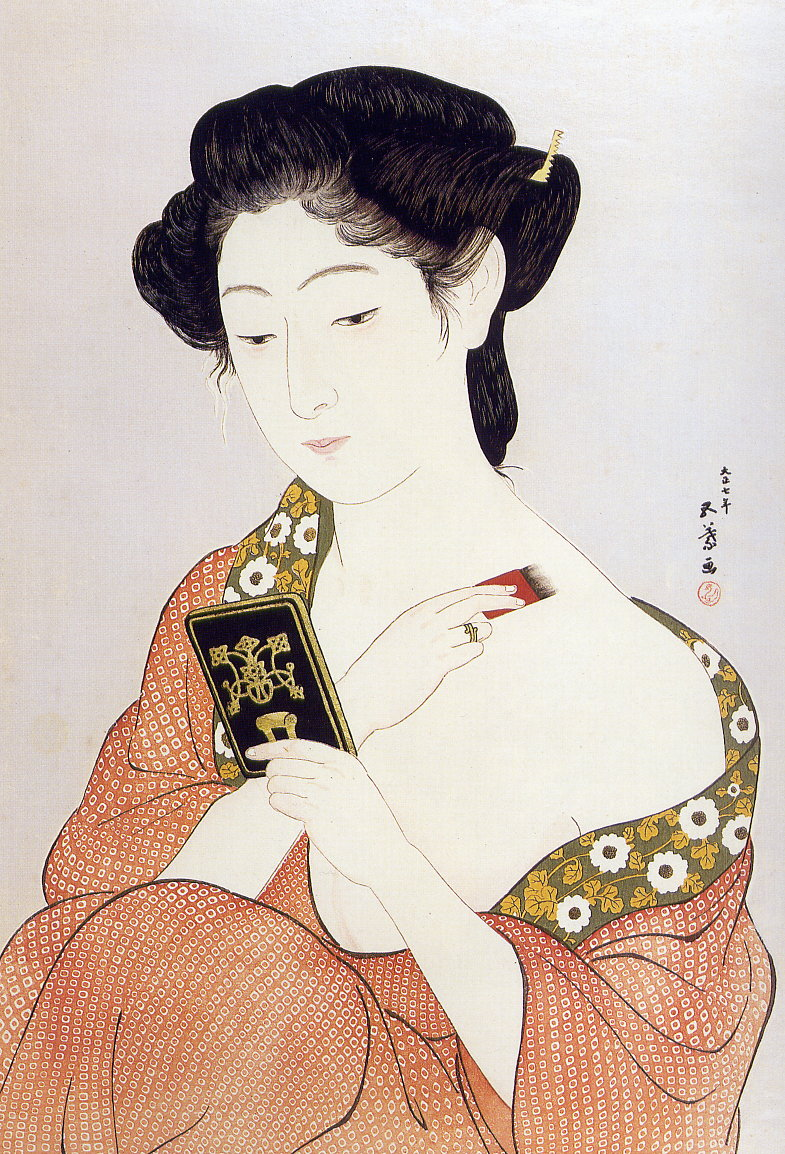
Vrouw die poeder aanbrengt (1918)
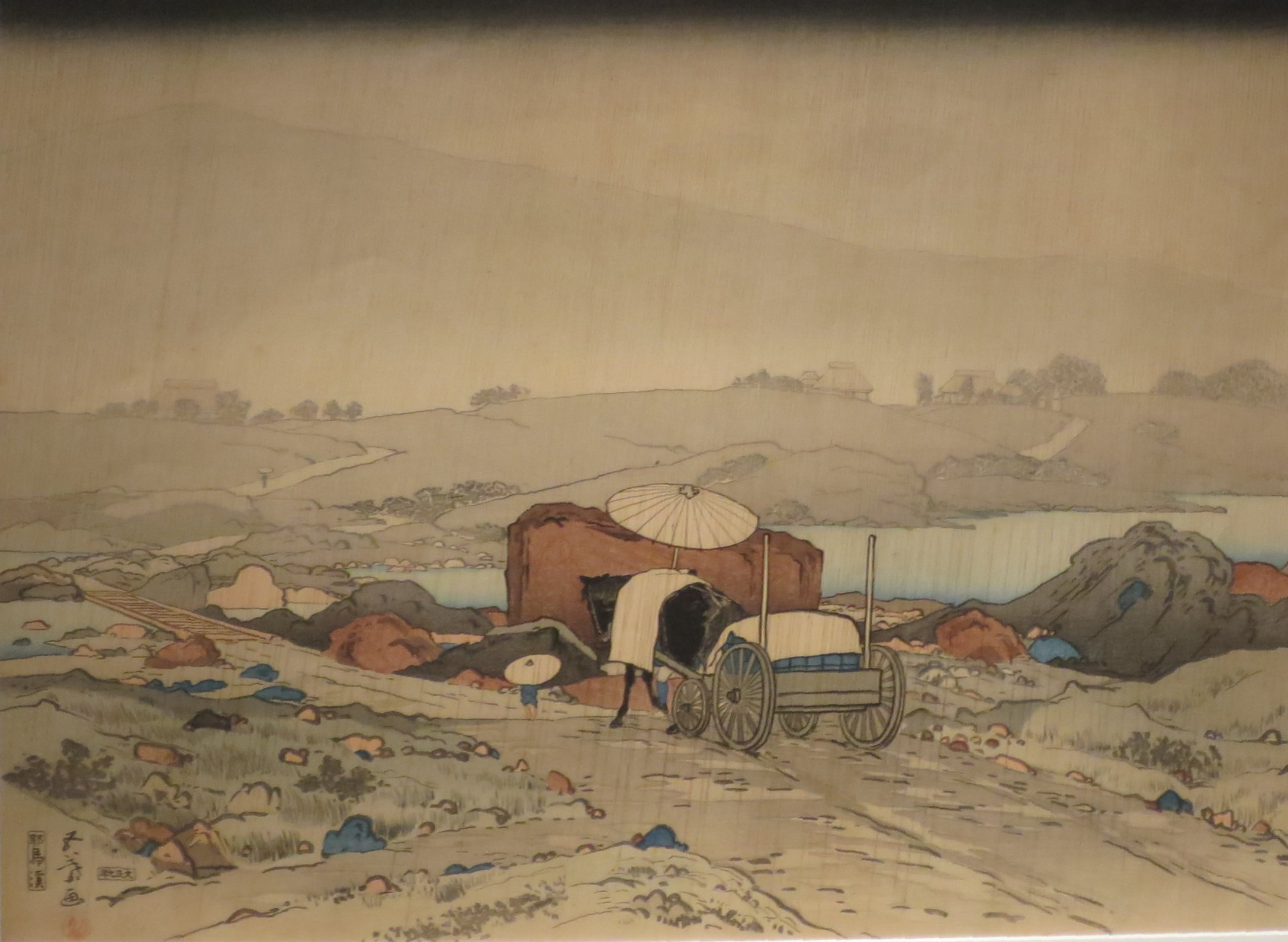
Regen in Yabakei (1918)
Vrouw die haar haar kamt (1920)
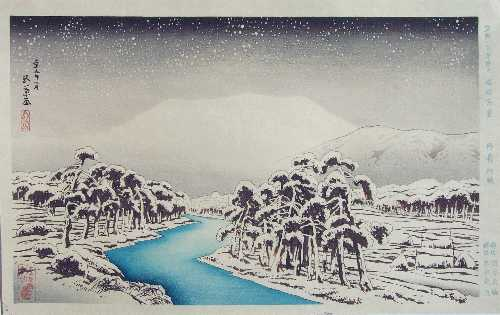
De berg Ibuki in sneeuw (1920)
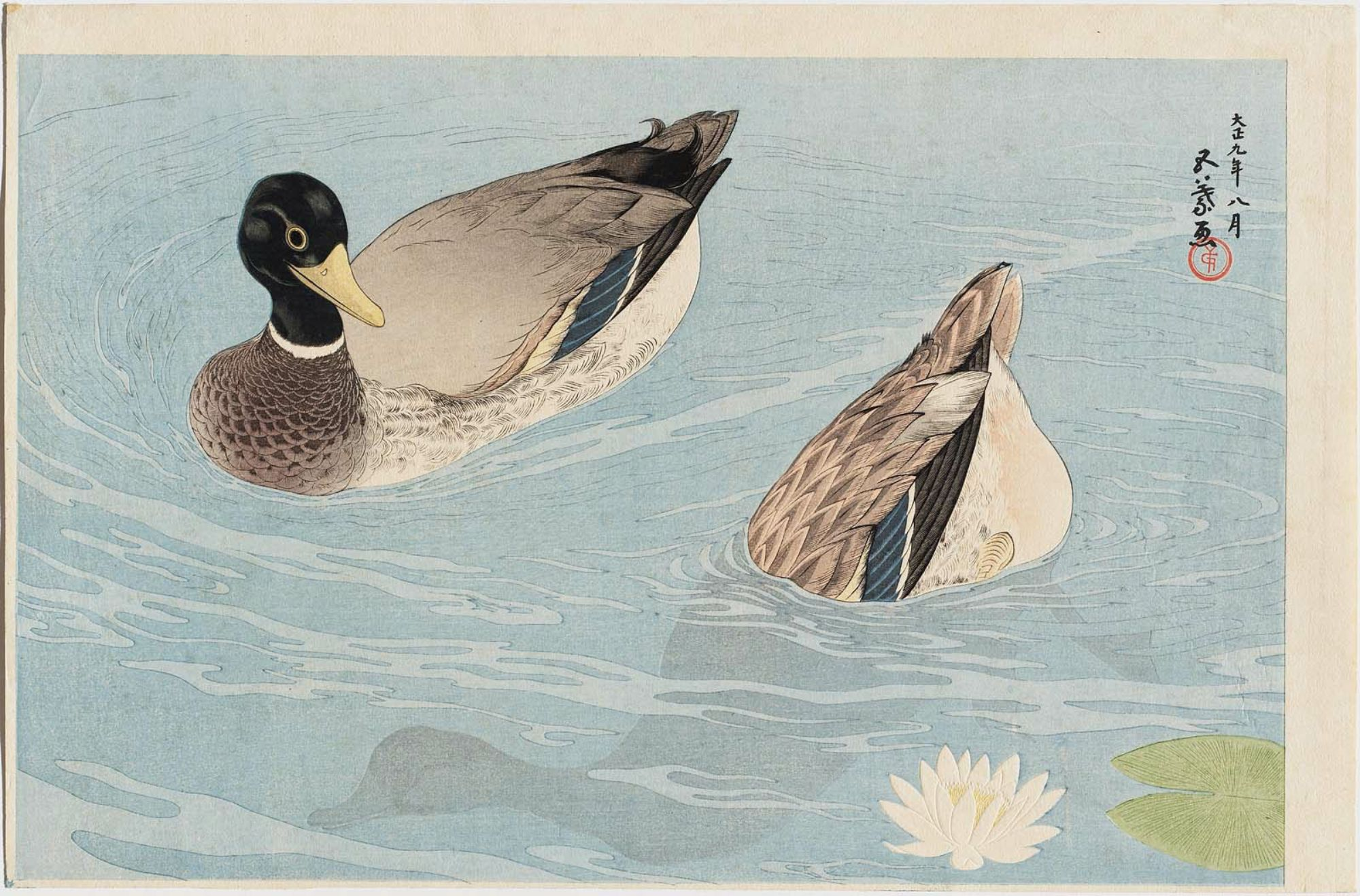
Twee eenden (1920)

- CiNii: DA0474699X
- Gemeinsame Normdatei: 108962607X
- International Standard Name Identifier: 0000 0000 8070 4913
- KulturNav: 7d4c9f13-e272-4633-9bb0-e5c017008971
- Library of Congress Control Number: n83034231
- Bibliotheek van het Japanse parlement: 00008201
- Nationale Bibliotheek van Israël: 987007499154305171
- RKD-Nederlands Instituut voor Kunstgeschiedenis: 284632
- Union List of Artist Names: 500335092
- Virtual International Authority File: 111294009
- WorldCat: E39PBJmHDgTh833CbhwrqFcgKd